# Bảo Đại
Kaiser Bảo Đại (Hán tự: 保大; * 22. Oktober 1913 in Huế; † 30. Juli 1997 in Paris) war der dreizehnte und letzte Kaiser der vietnamesischen Nguyễn-Dynastie. Am 8. Januar 1926 wurde er als Kaiser inthronisiert und bekleidete dieses Amt bis zu seiner Abdankung am 25. August 1945. Von 1949 bis 1955 war er nochmals Staats- und bis 1950 Regierungschef des Staats Vietnam. Sein eigentlicher Name war Nguyễn Phúc Vĩnh Thụy, auch Nguyễn Phúc Thiển, als Ärabezeichnung wählte er „Bảo Đại“, in etwa „Größe bewahren“. Seine unter diese Devise gestellte Ära begann am 13. Februar 1926 und endete mit dem 30. August 1945.

## Leben

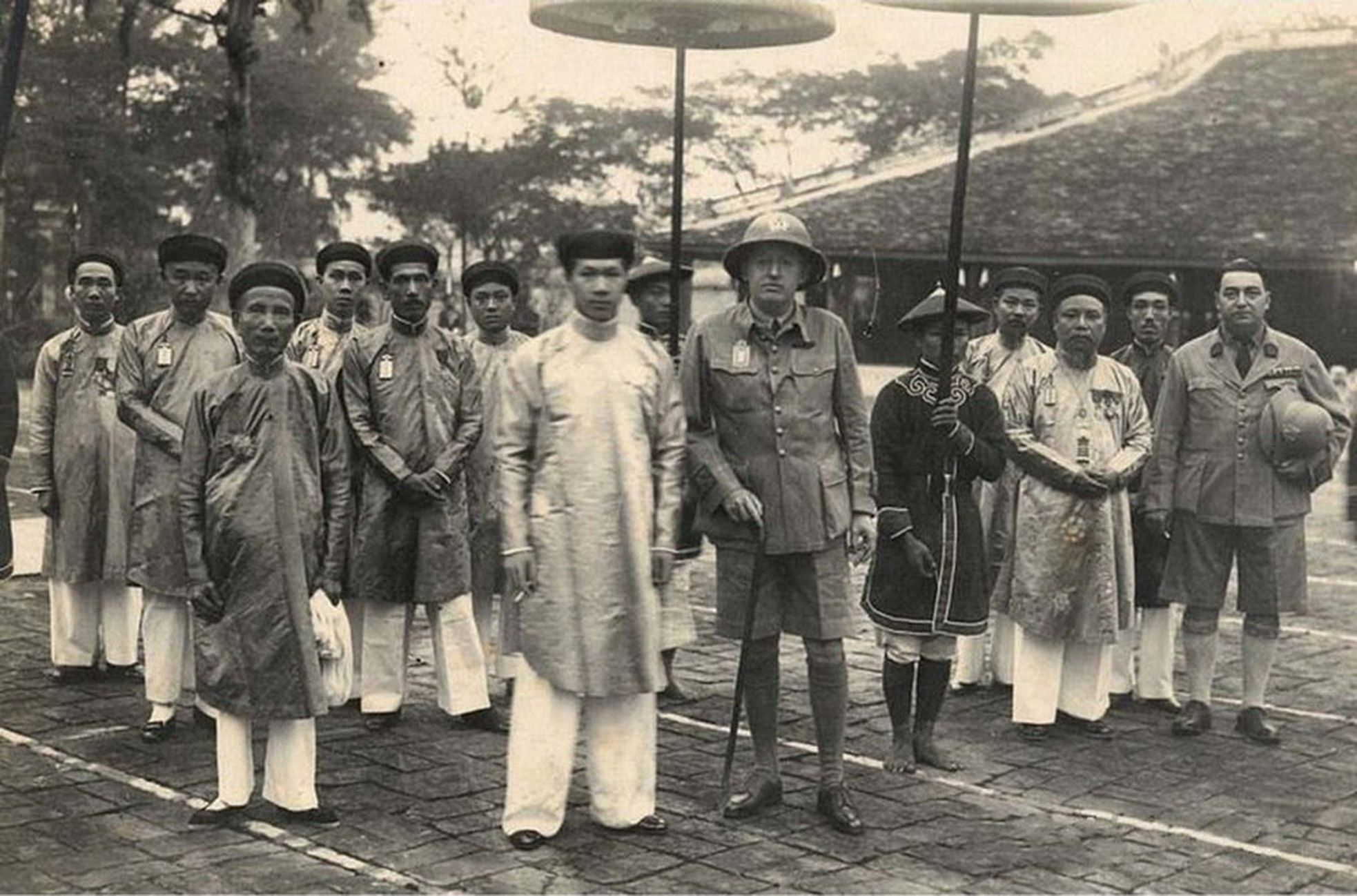
Bảo Đại (Mitte) 1932 bei seiner Rückkehr nach Vietnam

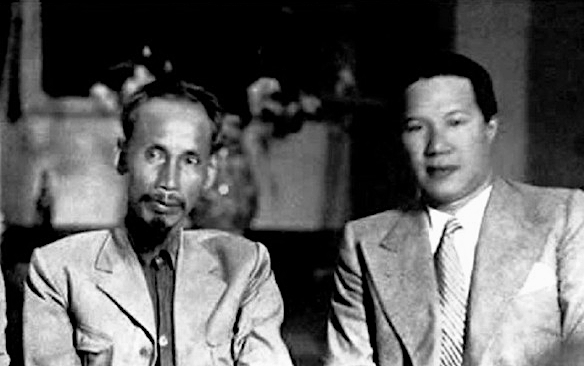
Bảo Đại (rechts) 1945 mit Hồ Chí Minh

### Herkunft
Prinz Vĩnh Thụy war der einzige Sohn von Kaiser Khải Định. In den Plänen der französischen Kolonialverwaltung unter Führung von Albert Sarraut sollte Vĩnh Thụy als zur Kolonialmacht loyaler Monarch und Nachfolger seines Vaters aufgebaut werden. Dies geschah vor dem Hintergrund der Illoyalität des Monarchen Duy Tân, der sich 1916 während des Ersten Weltkriegs an einem Aufstandsversuch beteiligt hatte. Ebenso wurde die Monarchie als Gegengewicht zu antikolonialen kommunistischen Bestrebungen gesehen, die sich in den Augen der französischen Kolonialverwaltung nach der Oktoberrevolution abzeichneten. Aufgrund der schweren Krankheit des Vaters wurde er unter der Ägide von Albert Sarraut und Pierre Pasquier 1922 zum Kronprinzen ernannt. Ab diesem Jahr begann seine Ausbildung in Frankreich nach einem vom Generalgouverneur Pasquier verfügten Lehrplan und somit aus der Umwelt der königlichen Familie herausgelöst. Der Hauptteil dieser Erziehung fand in Frankreich nach europäisch-aristokratischem Muster statt. Bảo Đại fungierte dabei auch als Aushängeschild für die französische Kolonialpolitik im In- und Ausland.

### Herrschaft als Kaiser
Nach dem Tod des Vaters 1925 wurde er im Januar 1926 unter dem Herrschernamen Bảo Đại zum Kaiser von Annam gekrönt.
Er kehrte erst 1932 dauerhaft in sein Heimatland zurück. Bảo Đại scharte nach seiner Rückkehr vietnamesische Nationalisten, unter ihnen den späteren Staatschef Ngô Đình Diệm, um sich. 1934 ehelichte Bảo Đại die vietnamesische Katholikin Marie-Thérèse Nguyen Huu Thi Lan, die damit zur Kaiserin Nam Phương aufstieg. Als formaler Herrscher über Annam zog er sich aufgrund seiner Machtlosigkeit und Desillusionierung mit der französischen Seite Ende der 1930er Jahre mehr und mehr ins Privatleben zurück.
Während des Zweiten Weltkriegs fungierte Bảo Đại weiterhin als Kaiser unter Kontrolle der ab 1940 vichytreuen Kolonialbehörden. Er entzog sich Versuchen, im Sinne des neuen Staatschefs Marschall Pétain Propaganda für die Vichy-Regierung in der Kolonie zu machen. Im März 1945 entmachtete die japanische Armee handstreichartig die Franzosen in Indochina. Bảo Đại wurde Staatschef eines japanischen Satellitenstaates, dem Kaiserreich Vietnam. Die Regierungsführung übernahm in dem nur drei Monate existierenden Staat Premierminister Trần Trọng Kim. Seine Regierung versuchte, eine schwere Hungersnot zu lindern und staatliche Institutionen in Verwaltung und Bildungswesen aufzubauen, litt jedoch an einer mangelnden Machtbasis im Land. Im August 1945 übernahmen die von der Kommunistischen Partei Indochinas geführten Guerillas und Aktivisten der Viet Minh die Macht in Nord- und Zentralvietnam inklusive der Stadt Hanoi, in der sie die Demokratische Republik Vietnam als unabhängigen vietnamesischen Nationalstaat ausriefen. Der Kaiser dankte im Rahmen der Augustrevolution am 30. August nach Gesprächen mit den Viet Minh ab, nahm einen bürgerlichen Namen an und erhielt eine Funktion als Berater von Hồ Chí Minh.
Vor seiner Abdankung richtete er einen Brief an Charles de Gaulle sowie den britischen Premierminister Clement Attlee und den US-Präsidenten Harry S. Truman, wonach das vietnamesische Volk keine erneute Kolonialherrschaft akzeptieren werde. Die Interessen und das Erbe Frankreichs und Indochinas seien nur durch die Anerkennung der Unabhängigkeit des Landes zu bewahren. Die französische Regierung strebte eine Beibehaltung der Kolonialmonarchie an und sah in Bảo Đại die geeignete politische Figur, um eine Einigung der nichtkommunistischen Nationalisten und deren Mäßigung zu erreichen. Während des Indochinakriegs suchte die französische Regierung nach einer Möglichkeit, einen antikommunistischen vietnamesischen Klientelstaat zu bilden. Die französische Führung bevorzugte hierfür allerdings nicht Bảo Đại, sondern den wegen seiner Rebellion 1916 im Land beliebten Duy Tân. Aufgrund dessen Ablebens bei einem Flugzeugabsturz 1945 fiel jedoch diese Option aus. Aufgrund eines Linksrucks der französischen Politik im Mutterland wurde eine Wiedererrichtung der Kolonialmonarchie im Verlauf nicht mehr weiter verfolgt. 1949 erfolgte auf Drängen der USA und des UK die Bildung des mit Frankreich assoziierten Staates Vietnam. Bảo Đại übernahm dabei die Rolle des Staatsoberhaupts, wenn auch ohne monarchischen Titel. Während seiner Herrschaft versuchte Bảo Đại, einen nichtkommunistischen Gegenstaat zu den Viet Minh mit eigenem Militär aufzubauen. Dieser Versuch blieb unter anderem wegen der Verweigerung der vollen Unabhängigkeit durch Frankreich erfolglos. Bereits während des Krieges stellten Stimmen in der westlichen Presse Bảo Đạis Legitimität bei seinen Untertanen in Frage. Ebenso war sein Lebenswandel als Playboy häufig Ziel von Kritik.
Als 1954 auf der Indochinakonferenz Vietnam geteilt wurde, blieb Bảo Đại zwar zunächst Staatsoberhaupt von Südvietnam, ging aber nach Paris. Im Folgejahr wurde Südvietnam durch einen Militärputsch und ein von seinem katholisch-nationalistischen Ministerpräsidenten Ngô Đình Diệm veranstaltetes Referendum zur Republik, Ngô Đình Diệm wurde Präsident und Bảo Đại war abgesetzt.

### Exil
Bảo Đại kehrte 1955 nach seiner Absetzung nach Frankreich zurück. 1988 trat er zum Katholizismus über. Er starb 1997 in Frankreich. Bei seiner Beerdigung erwiesen ihm französische Veteranen des Indochinakriegs die letzte Ehre. Der kommunistische vietnamesische Staat schickte ein Blumengebinde.
Der ehemalige Kaiser wurde im Cimetière de Passy begraben. An sein Grab erinnert die heutige Regierung mit Fotos in der alten kaiserlichen Villa in Đà Lạt.
Einen Einblick in das Leben dieses umstrittenen vietnamesischen Kaisers zeigen die kaiserlichen Villen in Đà Lạt (Hochland, Bauhausstil) und die an exponierter Lage am Meer gelegenen Villen in Nha Trang, Vũng Tàu (französischer Jugendstil) und Do Son/Haiphong, die teilweise als Museum hergerichtet wurden und ein interessantes Zeitzeugnis des Lebens des spätkolonialen Vietnams darstellen.
1980 veröffentlichte Bảo Đại seine Memoiren im französischen Exil unter dem Titel Le dragon d’Annam zunächst in französischer Sprache. Eine vietnamesische Version seiner Memoiren erschien 1990 in Kalifornien.

## Familie

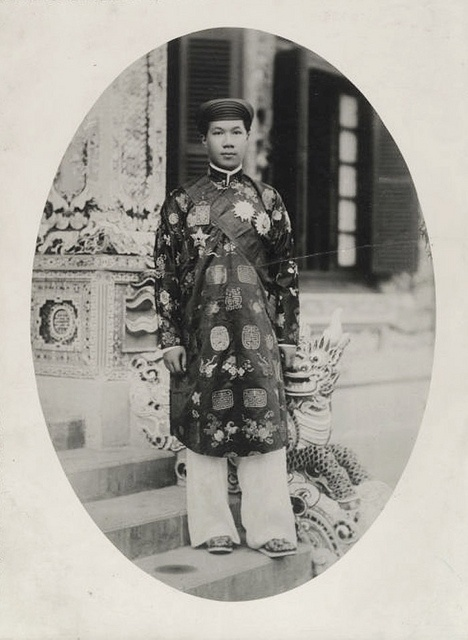
Bảo Đại als junger Kaiser (1928)

Am 20. März 1934  heiratete Bảo Đại Jeanne Marie-Thérèse (Mariette) Nguyễn Hữu-Hào Thị Lan (4. Dezember 1914 bis 15. September 1963), welche den Namen Nam Phương (späterer Titel: Nam Phương Hoàng Hậu) erhielt, wobei „Hoàng Hậu“ dem Wort „Königin“ entspricht. Während dieser Ehe heiratete er außerdem
- 1935 in Hue: Phu Anh, eine Cousine;
- 1946 in Hongkong: Jenny Woong [Hoàng Tiểu Lan], eine Chinesin;
- 1955 in Saigon: Bùi Mộng Điệp (* 1924), eine Vietnamesin;

später dann
- 1972 in Paris: Monique Baudot (* 1942), unter dem Namen Thai Phuong, später Prinzessin Monique Vĩnh Thụy, nach Bảo Đạis Tod erhielt sie den Titel Thái Phương Hoàng Hậu.

Bảo Đại hatte drei, nach anderen Angaben fünf Söhne („Hoàng tử“ (王子) entspricht etwa „Prinz“, „Thái tử“ (長子 / 长子) etwa „Kronprinz“):
mit Nam Phương:
- (Thái tử) Bảo Long (* 4. Januar 1936; † 28. Juli 2007), er war das nachfolgende Oberhaupt der Nguyễn-Familie;
- (Hoàng tử) Bảo Thắng (* 30. September 1943; † 15. Mai 2017), Oberhaupt der Nguyễn-Familie ab 2007;

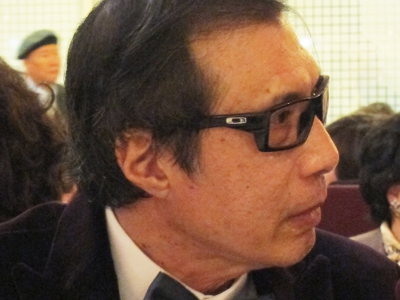
Prinz Bảo Ân (* 1952); seit 2017 Oberhaupt der Nguyễn-Familie

mit Bùi Mộng Điệp oder mit (der Konkubine) Phi Ánh:
- (Hoàng tử) Bảo Ân (* 3. November 1952); seit 2017 Oberhaupt der Nguyễn-Familie, lebt bei Los Angeles (USA)
  - Nguyễn Phúc Quý Khang  (* 21. Juli 1978); Erbprinz
    - Nguyễn Phúc Định Lai und Nguyễn Phúc Định Luân (Zwillinge, * 27. Februar 2012)

sowie eventuell zwei weitere mit Bùi Mộng Điệp:
- Bảo Hoàng (* 1954);
- Bảo Sơn (* 1957).

Er hatte fünf, nach anderen Angaben sieben Töchter (der Titel „Công chúa“ (公主) entspricht etwa „Prinzessin“):
- (Công chúa) Phương Thảo – auch Claire Phương Thảo – (mit Hoàng Tiểu Lan oder Bùi Mộng Điệp);
- (Công chúa) Phương Mai (* 1. August 1937; † 16. Januar 2021) (mit Nam Phương);
- (Công chúa) Phương Liên (* 3. November 1938) (mit Nam Phương);
- (Công chúa) Phương Dung (* 5. Februar 1942) (mit Nam Phương);
- (Công chúa) Phương Minh (* 1949) (mit Bùi Mộng Điệp oder Phi Ánh).

sowie eventuell zwei weitere:
- Phương An (mit Hoàng Tiểu Lan);
- Phương Từ (mit „Vicky“, einer Französin).